# Bistum La Ceiba
Das Bistum La Ceiba (lat.: Dioecesis Ceibensis) ist eine in Honduras gelegene römisch-katholische Diözese mit Sitz in La Ceiba.

## Geschichte
Das Bistum La Ceiba wurde am 30. Dezember 2011 durch Papst Benedikt XVI. aus Gebietsabtretungen des Bistums San Pedro Sula errichtet und dem Erzbistum Tegucigalpa als Suffraganbistum unterstellt. Erster Bischof wurde Michael Lenihan OFM.
Am 26. Januar 2023 unterstellte Papst Franziskus das Bistum mit der Errichtung einer neuen Kirchenprovinz dem Erzbistum San Pedro Sula als Suffragan. Gleichzeitig ernannte er den ersten Bischof von La Ceiba, Michael Lenihan OFM, mit gleichem Datum zum Erzbischof von San Pedro Sula.
Das Bistum La Ceiba umfasst die Departamentos Atlántida und Islas de la Bahía.